# Cheva

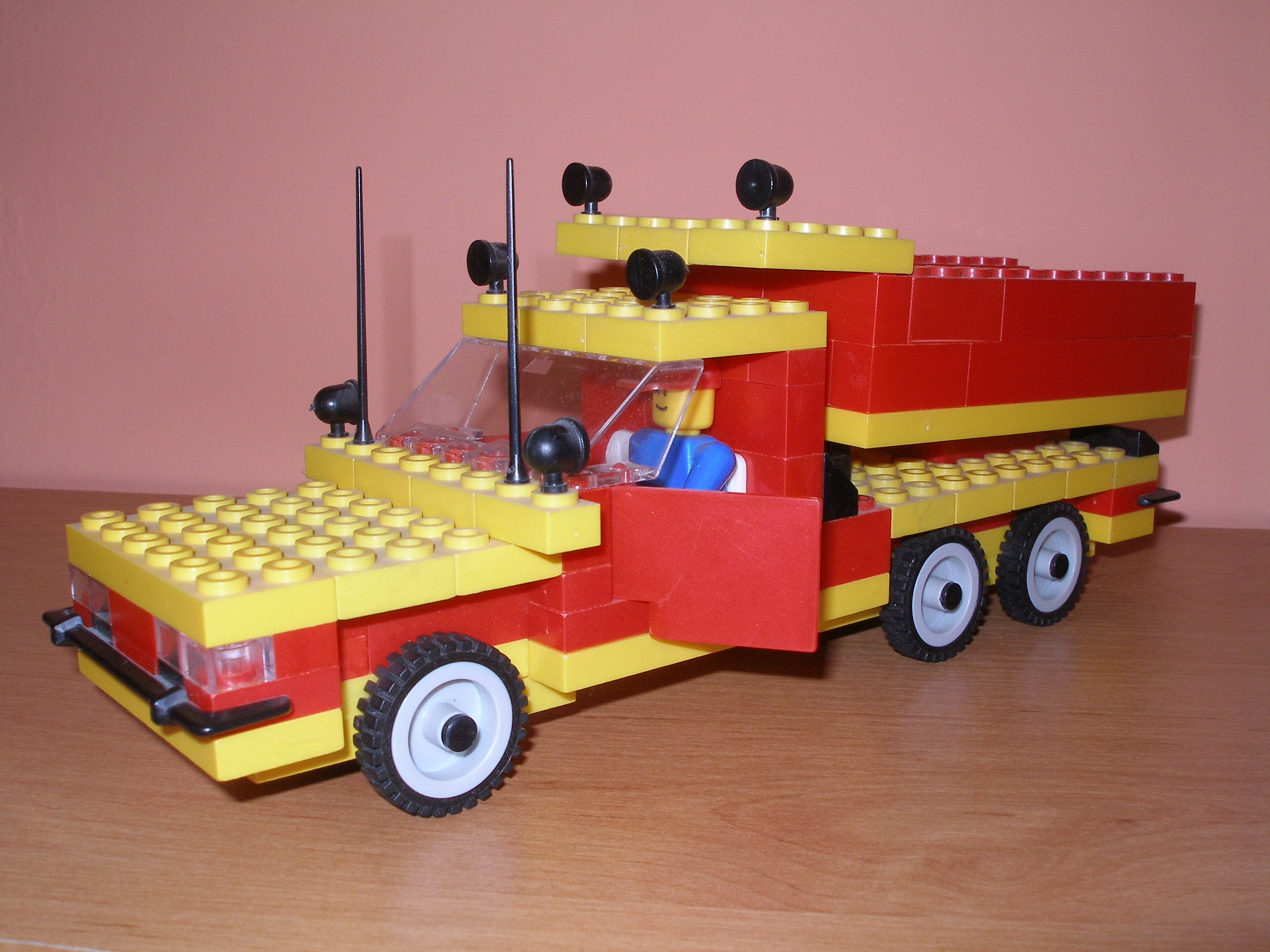
Nákladní automobil postavený ze stavebnice Cheva

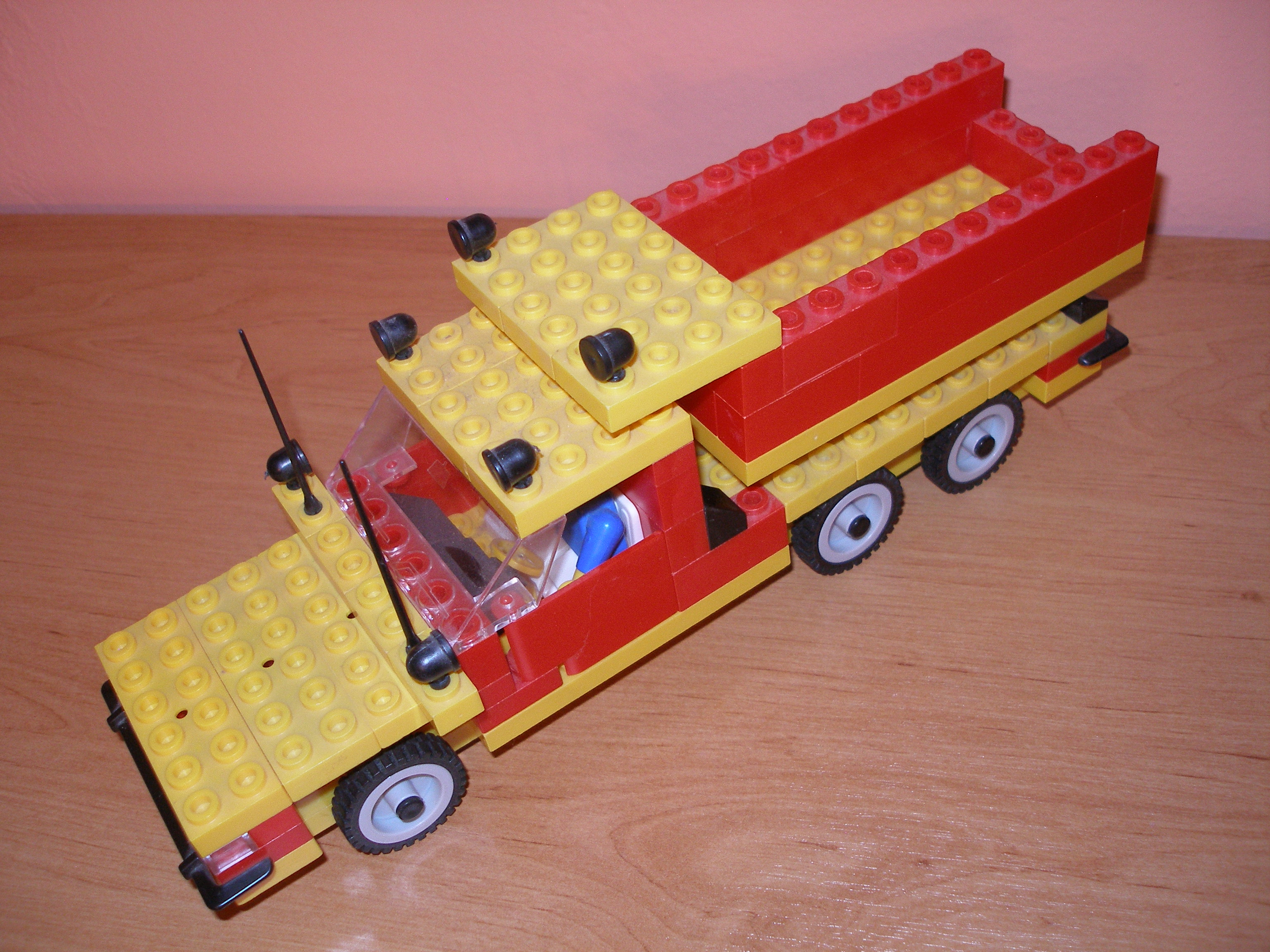
Nákladní automobil postavený ze stavebnice Cheva

Cheva je souhrnný název pro české plastové hračky, které vyrábí společnost Chemoplast, Brno (ovšem od roku 2009 jsou administrativní i výrobní provozy přesunuty do Blanska).

## Výrobky
Pod značkou Cheva je produkováno několik výrobků:

### Stavebnice
Patrně nejvíce je název Cheva spojován se stavebnicí, která se podobá zahraniční stavebnici Lego – kostky z termoplastu, s výčnělky a dutinami pro dosažení pevných, přitom ale snadno rozebiratelných spojení kostek. Oproti Legu jsou však kostky Cheva o něco větší a mají i jiné tvary, nejsou tedy s kostkami Lego záměnné (patrně i z důvodů autorských práv k užitnému vzoru).
Poprvé se Cheva na československém trhu objevila v roce 1989. Oblíbená byla především v první polovině 90. let, protože oproti konkurenčnímu Legu byla cenově dostupnější. Tehdy vznikaly jednotlivé sady této stavebnice, tematicky zaměřené na jednotlivé stroje, domy či historická období; od obyčejných autíček, domů (i několikapatrových), přes policejní stanici až po nákladní lodě. Jednotlivé sady byly číslované a dosud vzniklo na 65 sad. Po roce 2000 je její postavení pomalu vytlačováno jinými stavebnicemi, avšak i nadále je vyráběna.

#### Přehled sad stavebnice
1. Basic
2. Basic
3. Hrad
4. Volné kostky
5. Traktor
6. Domeček
7. Lesní stroj
8. Čerpací stanice
9. Extreme Racers / Jeep a lokomotiva
10. Kolotoč
11. Pick-up
12. Minitraktor
13. Taxi
14. Formule 1
15. Velká cena
16. Truck
17. Policejní hlídka
18. Cukrárna
19. Policejní stanice
20. Hasičská hlídka
21. Hasičská stanice
22. Volné kostky
23. Pizzerie
24. Policejní loď
25. Nákladní člun
26. Vlak
27. Autobagr a autojeřáb
28. Autosalon
29. Truck s formulí
30. Hasičská loď
31. Bagr
32. Transport raketoplánu
33. Aerotaxi
34. Škola
35. Letiště
36. Restaurace
37. Safari Land Rover
38. Safari (člun)
39. Safari (vrtulník)
40. Horská chata
41. Nákladní letadlo
42. Dům
43. Telefonní servis
44. Poštovní servis
45. Jeep s dělem
46. Vrtulník
47. Automobilový nosič raket
48. Automobilový nosič raket Patriot
49. Tank
50. Pásový nosič raket
51. Obrněný transportér
52. Vojenský vrtulník
53. Kovbojové
54. Vůz s plachtou
55. Vojáci Unie
56. Vojenský vůz s plachtou
57. Indiáni
58. Šerif
59. Banka
60. Malé vznášedlo mimozemšťanů
61. Pásové planetární vozidlo
62. Kosmická stanice
63. Kosmická loď
64. Létající talíř s planetárním vozidlem
65. Planetární vznášedlo

### Společenské hry
Společenské hry Cheva jsou v současnosti zastoupeny třemi typy kolektivních her, vyráběnými jako plastová herní plocha s pevně namontovanými, pružně ohebnými „hráči“ v herním poli (typ Kopaná standard a Kopaná Champion), nebo s hráči vedenými podélně posuvnými spodními táhly (typ Hokej).

### Hračky na písek
Pod značkou Cheva jsou vyráběné také nejrůznější typy báboviček, lopatiček, hrabiček a dalších dětských hraček na pískoviště.

### Didaktické hry
Mezi naučné hry Cheva patří například sada hladkých kostek BIMBO, kostky s obrázkovými reliéfy PH a rozebíratelné kostky pro nalézání a prostrkávání tvarovaných dílců Mimi.

### Houpačky
Vyráběny jsou také houpačky – od obyčejných houpacích prkének bez opor, přes houpací židličku s područkami a zdvihatelnou závorou, až po pevné a hluboké houpací sedadlo.